# Gonostegia hirta
Gonostegia hirta là loài thực vật có hoa trong họ Tầm ma. Loài này được (Blume ex Hassk.) Miq. mô tả khoa học đầu tiên năm 1869.